# Hu Xiuying
Hu Xiuying (chinesisch 胡 秀英, Pinyin Hú Xiùyīng; * 8. Oktober 1978) ist eine chinesische Marathonläuferin.
2003 gewann sie den Taipei International Marathon und 2004 den Taipei Expressway Marathon sowie den China Motor Marathon. 2005 verteidigte sie ihren Titel beim Expressway Marathon und wurde Dritte beim Taipei International Marathon. 2006 siegte sie erneut beim Expressway Marathon.

## Persönliche Bestzeiten
- 5000 m: 15:40,75 min, 7. Juni 2000, Jinzhou
- Marathon: 2:38:28 h, 18. Dezember 2005, Taipeh